# Torneo Apertura 2021 Liga de Plata
El Torneo Apertura 2021, fue la nonagésima cuarta edición de la Liga de Plata. El torneo es organizado por la Federación Salvadoreña de Fútbol. Comenzó a disputarse el 21 de agosto, finalizando el 26 de diciembre.
El campeón fue Municipal tras ganar la final al Cacahuatique por 4 - 2 en el marcador; fue el primer título en la Liga de Plata para los rojos de juayúa.

## Sistema de competición
El torneo del Liga de Ascenso, está conformado en dos partes:
- Fase regular: Se integra por las 18 jornadas del torneo.
- Fase final: Se integra por los partidos de cuartos de final, semifinal y final.

### Fase regular
En la fase de clasificación se observará el sistema de puntos. La ubicación en la tabla general está sujeta a lo siguiente:
- Por juego ganado se obtendrán tres puntos.
- Por juego empatado se obtendrá un punto.
- Por juego perdido no se otorgan puntos.

En esta fase participan los 20 clubes de la Liga de Ascenso jugando en cada torneo 18 jornadas respectivas, a visita recíproca según el grupo que pertenece.
El orden de los clubes al final de la fase de calificación del torneo corresponderá a la suma de los puntos obtenidos por cada uno de ellos y se presentará en forma descendente. Si al finalizar las 18 jornadas del torneo, dos o más clubes estuviesen empatados en puntos, su posición en la tabla general será determinada atendiendo a los siguientes criterios de desempate:
1. Mayor diferencia positiva general de goles. Este resultado se obtiene mediante la sumatoria de los goles anotados a todos los rivales, en cada campeonato menos los goles recibidos de estos.
2. Mayor cantidad de goles a favor, anotados a todos los rivales dentro de la misma competencia.
3. Mejor puntuación particular que hayan conseguido en las confrontaciones particulares entre ellos mismos.
4. Mayor diferencia positiva particular de goles, la cual se obtiene sumando los goles de los equipos empatados y restándole los goles recibidos.
5. Mayor cantidad de goles a favor que hayan conseguido en las confrontaciones entre ellos mismos.
6. Como última alternativa, el comité de competición realizaría un sorteo para el desempate.

### Fase final
Los ocho clubes calificados para esta fase del torneo serán reubicados de acuerdo con el lugar que ocupen en la tabla general al término de la jornada 18, con el puesto del número uno al club mejor clasificado, y así hasta el número cuatro de cada grupo. Los partidos a esta fase se desarrollarán a visita, en las siguientes etapas:
- Cuartos de final
- Semifinales
- Final

Los clubes vencedores en los partidos de cuartos de final y semifinal serán aquellos que en los dos juegos anoten el mayor número de goles. De existir empate en el número de goles anotados, se observará la posición de los clubes en la tabla general de clasificación.
El club vencedor de la final y por lo tanto campeón, será aquel que en los dos partidos anote el mayor número de goles. Si al término del tiempo reglamentario el partido está empatado, se agregarán dos tiempos extras de 15 minutos cada uno. De persistir el empate en estos periodos, se procederá a lanzar tiros penales hasta que resulte un vencedor.

Los partidos de cuartos de final se jugarán de la siguiente manera:
En las semifinales participarán los cuatro clubes vencedores de cuartos de final, enfrentándose:
Disputarán el título de campeón del Torneo de Apertura, los dos clubes vencedores de la fase semifinal correspondiente, reubicándolos del uno al dos, de acuerdo a su mejor posición en la tabla general de clasificación.

## Equipos participantes

### Equipos por departamento
| Departamento                           | N.º | Equipos                                             |
| -------------------------------------- | --- | --------------------------------------------------- |
| San Salvador                           | 4   | Ilopango, Internacional, Marte Soyapango y Vendaval |
| San Miguel                             | 3   | Cacahuatique, Dragón y Gerardo Barrios              |
| Santa Ana                              | 3   | 11 Lobos, Santa Rosa Guachipilín y Titán            |
| [[Archivo:\|30px\|border\|]] Sonsonate | 3   | Municipal, Racing Junior y Real Atlético Sonsonate  |
| Usulután                               | 3   | Aspirante, El Vencedor y Topiltzín                  |
| La Libertad                            | 2   | Destroyer y San Pablo Municipal                     |
| Morazán                                | 2   | Corinto y Fuerte San Francisco                      |

### Datos de los clubes
| Equipo                  | Entrenador         | Municipio              | Estadio                           | Aforo  |
| ----------------------- | ------------------ | ---------------------- | --------------------------------- | ------ |
| Aspirante               | Por definir        | Jucuapa                | Municipal de Jucuapa              | 5 000  |
| Cacahuatique            | David Omar Sevilla | Ciudad Barrios         | Cancha Centro Ecológico El Amaton | -      |
| Corinto                 | Por definir        | Corinto                | Por definir                       | -      |
| Destroyer               | Jorge Abrego       | La Libertad            | Chinama                           | 1 600  |
| Dragón                  | Por definir        | San Miguel             | José Eliseo Reyes                 | -      |
| El Vencedor             | Por definir        | Santa Elena            | Germán Rivas                      | 4 000  |
| Fuerte San Francisco    | Por definir        | San Francisco Gotera   | Luis Amílcar Moreno               | 4 000  |
| Gerardo Barrios         | Por definir        | San Rafael Oriente     | Cancha La Merced                  | -      |
| Ilopango                | Por definir        | Ilopango               | Joaquín Gutiérrez                 | 5 000  |
| Internacional           | Juan Ramón Sánchez | San Salvador           | Nacional Las Delicias             | 10 000 |
| Marte Soyapango         | Edson Flores       | Soyapango              | Cancha Jorgito Meléndez           | 3 000  |
| Municipal               | Por definir        | Juayúa                 | Ana Mercedes Campos               | 10 000 |
| 11 Lobos                | Carlos Martínez    | Chalchuapa             | 11 Lobos                          | 8 000  |
| Racing Junior           | Jaime Medina       | Armenia                | 21 de noviembre                   | 2 329  |
| Real Atlético Sonsonate | Ángel Orellana     | Sonsonate              | Ana Mercedes Campos               | 10 000 |
| San Pablo Municipal     | Rafael Mariona     | San Pablo Tacachico    | Valle Meza                        | 5 000  |
| Santa Rosa Guachipilín  | Pedro Portillo     | Santa Rosa Guachipilín | José Hernández                    | -      |
| Titán                   | Edgar Batres       | Texistepeque           | Titán                             | -      |
| Topiltzín               | Pedro Portillo     | Jiquilisco             | Topiltzín                         | -      |
| Vendaval                | Luis Landos        | Apopa                  | Joaquín Gutiérrez                 | 5 000  |

## Fase regular

### Grupo centro-occidente
| Pos. | Equipo                  | Pts. | PJ | G  | E | P  | GF | GC | Dif. |  |
| ---- | ----------------------- | ---- | -- | -- | - | -- | -- | -- | ---- |  |
| 1    | Destroyer               | 37   | 18 | 11 | 4 | 3  | 40 | 26 | +14  |  |
| 2    | San Pablo Municipal     | 28   | 18 | 7  | 7 | 4  | 34 | 29 | +5   |  |
| 3    | Municipal               | 27   | 18 | 7  | 6 | 5  | 40 | 30 | +10  |  |
| 4    | Internacional           | 27   | 18 | 7  | 6 | 5  | 32 | 35 | −3   |  |
| 5    | Titán                   | 25   | 18 | 6  | 7 | 5  | 34 | 27 | +7   |  |
| 6    | Racing Junior           | 25   | 18 | 6  | 7 | 5  | 27 | 27 | 0    |  |
| 7    | Real Atlético Sonsonate | 23   | 18 | 6  | 5 | 7  | 30 | 35 | −5   |  |
| 8    | Vendaval                | 20   | 18 | 6  | 2 | 10 | 35 | 40 | −5   |  |
| 9    | Santa Rosa Guachipilín  | 16   | 18 | 4  | 4 | 10 | 36 | 46 | −10  |  |
| 10   | 11 Lobos                | 14   | 18 | 2  | 8 | 8  | 24 | 37 | −13  |  |

Actualizado a los partidos jugados el 21 de noviembre de 2021.
 Fuente: Liga de Plata
|  | Clasifica a los cuartos de final. |
|  | Último lugar.                     |

### Grupo centro-oriente
| Pos. | Equipo               | Pts. | PJ | G  | E | P | GF | GC | Dif. |  |
| ---- | -------------------- | ---- | -- | -- | - | - | -- | -- | ---- |  |
| 1    | Cacahuatique         | 38   | 18 | 11 | 5 | 2 | 39 | 22 | +17  |  |
| 2    | Marte Soyapango      | 30   | 18 | 8  | 6 | 4 | 25 | 20 | +5   |  |
| 3    | Corinto              | 29   | 18 | 7  | 8 | 3 | 28 | 18 | +10  |  |
| 4    | Topiltzín            | 27   | 18 | 7  | 6 | 5 | 25 | 22 | +3   |  |
| 5    | Aspirante            | 26   | 18 | 7  | 5 | 6 | 25 | 19 | +6   |  |
| 6    | Dragón               | 21   | 18 | 6  | 3 | 9 | 30 | 32 | −2   |  |
| 7    | Fuerte San Francisco | 21   | 18 | 5  | 6 | 7 | 18 | 21 | −3   |  |
| 8    | Ilopango             | 19   | 18 | 5  | 4 | 9 | 22 | 27 | −5   |  |
| 9    | El Vencedor          | 17   | 18 | 4  | 5 | 9 | 21 | 37 | −16  |  |
| 10   | Gerardo Barrios      | 15   | 18 | 3  | 6 | 9 | 28 | 44 | −16  |  |

Actualizado a los partidos jugados el 21 de noviembre de 2021.
 Fuente: Liga de Plata
|  | Clasifica a los cuartos de final. |
|  | Último lugar.                     |

## Resultados
- Los horarios corresponden al tiempo de El Salvador (CST).
- El calendario de los partidos se dio a conocer el 14 de agosto de 2021.[2]

### Primera vuelta
| Jornada 1                            | Jornada 1 | Jornada 1              | Jornada 1              | Jornada 1    | Jornada 1 |
| ------------------------------------ | --------- | ---------------------- | ---------------------- | ------------ | --------- |
| Grupo centro-occidente               |           |                        |                        |              |           |
| Local                                | Resultado | Visitante              | Estadio                | Fecha        | Hora      |
| Destroyer                            | 3 - 2     | Internacional          | Chilama                | 21 de agosto | 15:00     |
| Vendaval                             | 2 - 4     | Titán                  | Joaquín Gutiérrez      | 22 de agosto | 10:30     |
| San Pablo Municipal                  | 7 - 0     | 11 Lobos               | Valle Meza             | 22 de agosto | 14:30     |
| Municipal                            | 0 - 1     | Racing Junior          | Millán Morales         | 22 de agosto | 15:00     |
| Real Atlético Sonsonate              | 0 - 0     | Santa Rosa Guachipilín | Ana Mercedes Campos    | 25 de agosto | 18:00     |
| Grupo centro-oriente                 |           |                        |                        |              |           |
| Gerardo Barrios                      | 1 - 1     | Ilopango               | Liberal                | 21 de agosto | 15:30     |
| Dragón                               | 1 - 0     | Aspirante              | Juan Francisco Barraza | 22 de agosto | 14:30     |
| Fuerte San Francisco                 | 0 - 0     | Cacahuatique           | Luis Amílcar Moreno    | 22 de agosto | 14:30     |
| Topiltzín                            | 1 - 2     | Corinto                | Topiltzín              | 22 de agosto | 15:00     |
| El Vencedor                          | 1 - 2     | Marte Soyapango        | Germán Rivas           | 22 de agosto | 15:00     |
| Total de goles: 28 (2.8 por partido) |           |                        |                        |              |           |

| Jornada 2                            | Jornada 2 | Jornada 2               | Jornada 2                  | Jornada 2    | Jornada 2 |
| ------------------------------------ | --------- | ----------------------- | -------------------------- | ------------ | --------- |
| Grupo centro-occidente               |           |                         |                            |              |           |
| Local                                | Resultado | Visitante               | Estadio                    | Fecha        | Hora      |
| Santa Rosa Guachipilín               | 2 - 4     | San Pablo Municipal     | José Hernández             | 28 de agosto | 15:00     |
| 11 Lobos                             | 3 - 1     | Vendaval                | 11 Lobos                   | 29 de agosto | 11:00     |
| Titán                                | 0 - 2     | Destroyer               | Titán                      | 29 de agosto | 15:00     |
| Internacional                        | 1 - 1     | Municipal               | Nacional Las Delicias      | 29 de agosto | 15:00     |
| Racing Junior                        | 1 - 1     | Real Atlético Sonsonate | 21 de noviembre            | 29 de agosto | 15:00     |
| Grupo centro-oriente                 |           |                         |                            |              |           |
| Corinto                              | 2 - 2     | Dragón                  | Gilberto Antonio Sorto     | 28 de agosto | 14:30     |
| Ilopango                             | 0 - 1     | Fuerte San Francisco    | Cancha ACOREVAN            | 28 de agosto | 15:00     |
| Cacahuatique                         | 4 - 1     | El Vencedor             | Centro Ecológico El Amatón | 29 de agosto | 14:00     |
| Aspirante                            | 1 - 1     | Gerardo Barrios         | Municipal de Jucuapa       | 29 de agosto | 15:00     |
| Marte Soyapango                      | 0 - 0     | Topiltzín               | España                     | 29 de agosto | 15:30     |
| Total de goles: 28 (2.8 por partido) |           |                         |                            |              |           |

| Jornada 3                            | Jornada 3 | Jornada 3               | Jornada 3              | Jornada 3       | Jornada 3 |
| ------------------------------------ | --------- | ----------------------- | ---------------------- | --------------- | --------- |
| Grupo centro-occidente               |           |                         |                        |                 |           |
| Local                                | Resultado | Visitante               | Estadio                | Fecha           | Hora      |
| Destroyer                            | 2 - 0     | 11 Lobos                | Chilama                | 1 de septiembre | 15:00     |
| Internacional                        | 0 - 0     | Titán                   | Nacional Las Delicias  | 1 de septiembre | 15:00     |
| San Pablo Municipal                  | 0 - 0     | Racing Junior           | Valle Meza             | 1 de septiembre | 15:00     |
| Vendaval                             | 1 - 2     | Santa Rosa Guachipilín  | Joaquín Gutiérrez      | 1 de septiembre | 16:00     |
| Municipal                            | 2 - 1     | Real Atlético Sonsonate | Millán Morales         | 8 de septiembre | 14:00     |
| Grupo centro-oriente                 |           |                         |                        |                 |           |
| Ilopango                             | 0 - 0     | Aspirante               | Cancha ACOREVAN        | 1 de septiembre | 15:00     |
| Gerardo Barrios                      | 2 - 2     | Corinto                 | Liberal                | 1 de septiembre | 15:00     |
| Dragón                               | 1 - 2     | Marte Soyapango         | Juan Francisco Barraza | 1 de septiembre | 15:00     |
| Fuerte San Francisco                 | 0 - 0     | El Vencedor             | Luis Amílcar Moreno    | 1 de septiembre | 15:00     |
| Topiltzín                            | 1 - 1     | Cacahuatique            | Topiltzín              | 1 de septiembre | 18:00     |
| Total de goles: 17 (1.7 por partido) |           |                         |                        |                 |           |

| Jornada 4                          | Jornada 4 | Jornada 4            | Jornada 4                  | Jornada 4       | Jornada 4 |
| ---------------------------------- | --------- | -------------------- | -------------------------- | --------------- | --------- |
| Grupo centro-occidente             |           |                      |                            |                 |           |
| Local                              | Resultado | Visitante            | Estadio                    | Fecha           | Hora      |
| Santa Rosa Guachipilín             | 2 - 3     | Destroyer            | José Hernández             | 4 de septiembre | 15:00     |
| Racing Junior                      | 5 - 2     | Vendaval             | 21 de noviembre            | 4 de septiembre | 15:00     |
| Real Atlético Sonsonate            | 2 - 1     | San Pablo Municipal  | Ana Mercedes Campos        | 4 de septiembre | 18:00     |
| Titán                              | 2 - 2     | Municipal            | Titán                      | 5 de septiembre | 11:00     |
| 11 Lobos                           | 2 - 3     | Internacional        | 11 Lobos                   | 5 de septiembre | 11:00     |
| Grupo centro-oriente               |           |                      |                            |                 |           |
| Cacahuatique                       | 5 - 1     | Dragón               | Centro Ecológico El Amatón | 4 de septiembre | 14:00     |
| Corinto                            | 2 - 1     | Ilopango             | Gilberto Antonio Sorto     | 4 de septiembre | 14:30     |
| Aspirante                          | 1 - 2     | Fuerte San Francisco | Municipal de Jucuapa       | 4 de septiembre | 15:00     |
| Marte Soyapango                    | 3 - 1     | Gerardo Barrios      | España                     | 4 de septiembre | 15:30     |
| El Vencedor                        | 0 - 0     | Topiltzín            | Germán Rivas               | 5 de septiembre | 14:00     |
| Total de goles: 40 (4 por partido) |           |                      |                            |                 |           |

| Jornada 5                            | Jornada 5 | Jornada 5               | Jornada 5              | Jornada 5        | Jornada 5 |
| ------------------------------------ | --------- | ----------------------- | ---------------------- | ---------------- | --------- |
| Grupo centro-occidente               |           |                         |                        |                  |           |
| Local                                | Resultado | Visitante               | Estadio                | Fecha            | Hora      |
| Vendaval                             | 2 - 1     | Real Atlético Sonsonate | Joaquín Gutiérrez      | 12 de septiembre | 10:30     |
| Destroyer                            | 3 - 2     | Racing Junior           | Chilama                | 12 de septiembre | 15:00     |
| Titán                                | 1 - 1     | 11 Lobos                | Titán                  | 12 de septiembre | 15:00     |
| Municipal                            | 2 - 2     | San Pablo Municipal     | Millán Morales         | 12 de septiembre | 15:00     |
| Internacional                        | 5 - 3     | Santa Rosa Guachipilín  | Nacional Las Delicias  | 12 de septiembre | 15:00     |
| Grupo centro-oriente                 |           |                         |                        |                  |           |
| Gerardo Barrios                      | 1 - 3     | Cacahuatique            | Liberal                | 11 de septiembre | 15:00     |
| Dragón                               | 1 - 3     | El Vencedor             | Juan Francisco Barraza | 12 de septiembre | 14:30     |
| Aspirante                            | 1 - 0     | Corinto                 | Municipal de Jucuapa   | 12 de septiembre | 15:00     |
| Fuerte San Francisco                 | 3 - 4     | Topiltzín               | Luis Amílcar Moreno    | 12 de septiembre | 15:00     |
| Marte Soyapango                      | 1 - 2     | Ilopango                | España                 | 12 de septiembre | 15:30     |
| Total de goles: 41 (4.1 por partido) |           |                         |                        |                  |           |

| Jornada 6                            | Jornada 6 | Jornada 6            | Jornada 6                  | Jornada 6        | Jornada 6 |
| ------------------------------------ | --------- | -------------------- | -------------------------- | ---------------- | --------- |
| Grupo centro-occidente               |           |                      |                            |                  |           |
| Local                                | Resultado | Visitante            | Estadio                    | Fecha            | Hora      |
| 11 Lobos                             | 2 - 3     | Municipal            | 11 Lobos                   | 15 de septiembre | 15:00     |
| Racing Junior                        | 2 - 2     | Internacional        | 21 de noviembre            | 15 de septiembre | 15:00     |
| Santa Rosa Guachipilín               | 1 - 1     | Titán                | José Hernández             | 15 de septiembre | 15:00     |
| San Pablo Municipal                  | 2 - 1     | Vendaval             | Valle Meza                 | 15 de septiembre | 15:00     |
| Real Atlético Sonsonate              | 1 - 2     | Destroyer            | Ana Mercedes Campos        | 15 de septiembre | 17:00     |
| Grupo centro-oriente                 |           |                      |                            |                  |           |
| Cacahuatique                         | 5 - 1     | Ilopango             | Centro Ecológico El Amatón | 15 de septiembre | 15:00     |
| Topiltzín                            | 1 - 2     | Dragón               | Topiltzín                  | 15 de septiembre | 15:00     |
| El Vencedor                          | 1 - 0     | Gerardo Barrios      | Germán Rivas               | 15 de septiembre | 15:00     |
| Corinto                              | 2 - 0     | Fuerte San Francisco | Gilberto Antonio Sorto     | 15 de septiembre | 15:00     |
| Marte Soyapango                      | 2 - 1     | Aspirante            | España                     | 15 de septiembre | 15:30     |
| Total de goles: 32 (3.2 por partido) |           |                      |                            |                  |           |

| Jornada 7                            | Jornada 7 | Jornada 7               | Jornada 7              | Jornada 7        | Jornada 7 |
| ------------------------------------ | --------- | ----------------------- | ---------------------- | ---------------- | --------- |
| Grupo centro-occidente               |           |                         |                        |                  |           |
| Local                                | Resultado | Visitante               | Estadio                | Fecha            | Hora      |
| 11 Lobos                             | 3 - 1     | Santa Rosa Guachipilín  | 11 Lobos               | 19 de septiembre | 11:00     |
| Municipal                            | 5 - 1     | Vendaval                | Millán Morales         | 19 de septiembre | 11:00     |
| Internacional                        | 2 - 3     | Real Atlético Sonsonate | Nacional Las Delicias  | 19 de septiembre | 15:00     |
| Titán                                | 2 - 1     | Racing Junior           | Titán                  | 19 de septiembre | 15:00     |
| Destroyer                            | 5 - 0     | San Pablo Municipal     | Chilama                | 19 de septiembre | 15:00     |
| Grupo centro-oriente                 |           |                         |                        |                  |           |
| Corinto                              | 4 - 1     | Marte Soyapango         | Gilberto Antonio Sorto | 18 de septiembre | 14:30     |
| Gerardo Barrios                      | 3 - 3     | Topiltzín               | Liberal                | 18 de septiembre | 15:00     |
| Aspirante                            | 2 - 0     | Cacahuatique            | Municipal de Jucuapa   | 19 de septiembre | 15:00     |
| Fuerte San Francisco                 | 1 - 1     | Dragón                  | Luis Amílcar Moreno    | 19 de septiembre | 15:00     |
| Ilopango                             | 4 - 0     | El Vencedor             | Cancha ACOREVAN        | 19 de septiembre | 15:00     |
| Total de goles: 42 (4.2 por partido) |           |                         |                        |                  |           |

| Jornada 8                            | Jornada 8 | Jornada 8              | Jornada 8                  | Jornada 8        | Jornada 8 |
| ------------------------------------ | --------- | ---------------------- | -------------------------- | ---------------- | --------- |
| Grupo centro-occidente               |           |                        |                            |                  |           |
| Local                                | Resultado | Visitante              | Estadio                    | Fecha            | Hora      |
| Real Atlético Sonsonate              | 2 - 2     | Titán                  | Ana Mercedes Campos        | 26 de septiembre | 10:00     |
| Vendaval                             | 1 - 1     | Destroyer              | Joaquín Gutiérrez          | 26 de septiembre | 10:30     |
| San Pablo Municipal                  | 1 - 1     | Internacional          | Valle Meza                 | 26 de septiembre | 14:30     |
| Racing Junior                        | 0 - 0     | 11 Lobos               | 21 de noviembre            | 26 de septiembre | 15:00     |
| Municipal                            | 5 - 0     | Santa Rosa Guachipilín | Millán Morales             | 28 de septiembre | 11:00     |
| Grupo centro-oriente                 |           |                        |                            |                  |           |
| Cacahuatique                         | 1 - 1     | Corinto                | Centro Ecológico El Amatón | 26 de septiembre | 14:00     |
| Dragón                               | 7 - 3     | Gerardo Barrios        | Juan Francisco Barraza     | 26 de septiembre | 14:30     |
| Fuerte San Francisco                 | 1 - 1     | Marte Soyapango        | Luis Amílcar Moreno        | 26 de septiembre | 15:00     |
| El Vencedor                          | 2 - 2     | Aspirante              | Germán Rivas               | 26 de septiembre | 15:00     |
| Topiltzín                            | 3 - 2     | Ilopango               | Topiltzín                  | 26 de septiembre | 15:00     |
| Total de goles: 36 (3.6 por partido) |           |                        |                            |                  |           |

| Jornada 9                            | Jornada 9 | Jornada 9               | Jornada 9              | Jornada 9    | Jornada 9 |
| ------------------------------------ | --------- | ----------------------- | ---------------------- | ------------ | --------- |
| Grupo centro-occidente               |           |                         |                        |              |           |
| Local                                | Resultado | Visitante               | Estadio                | Fecha        | Hora      |
| Santa Rosa Guachipilín               | 3 - 1     | Racing Junior           | José Hernández         | 2 de octubre | 15:00     |
| 11 Lobos                             | 2 - 2     | Real Atlético Sonsonate | 11 Lobos               | 3 de octubre | 11:00     |
| Titán                                | 3 - 4     | San Pablo Municipal     | Titán                  | 3 de octubre | 15:00     |
| Internacional                        | 1 - 2     | Vendaval                | Nacional Las Delicias  | 3 de octubre | 15:00     |
| Destroyer                            | 2 - 2     | Municipal               | Chilama                | 3 de octubre | 15:00     |
| Grupo centro-oriente                 |           |                         |                        |              |           |
| Corinto                              | 1 - 1     | El Vencedor             | Gilberto Antonio Sorto | 2 de octubre | 14:30     |
| Gerardo Barrios                      | 2 - 1     | Fuerte San Francisco    | Liberal                | 2 de octubre | 15:00     |
| Ilopango                             | 1 - 0     | Dragón                  | Cancha ACOREVAN        | 2 de octubre | 15:30     |
| Aspirante                            | 1 - 2     | Topiltzín               | Municipal de Jucuapa   | 3 de octubre | 15:00     |
| Marte Soyapango                      | 0 - 1     | Cacahuatique            | España                 | 3 de octubre | 15:30     |
| Total de goles: 32 (3.2 por partido) |           |                         |                        |              |           |

### Segunda vuelta
| Jornada 10                           | Jornada 10 | Jornada 10              | Jornada 10                 | Jornada 10    | Jornada 10 |
| ------------------------------------ | ---------- | ----------------------- | -------------------------- | ------------- | ---------- |
| Grupo centro-occidente               |            |                         |                            |               |            |
| Local                                | Resultado  | Visitante               | Estadio                    | Fecha         | Hora       |
| Santa Rosa Guachipilín               | 2 - 2      | Real Atlético Sonsonate | José Hernández             | 9 de octubre  | 15:00      |
| Internacional                        | 1 - 1      | Destroyer               | Nacional Las Delicias      | 9 de octubre  | 18:00      |
| Titán                                | 2 - 1      | Vendaval                | Titán                      | 10 de octubre | 10:00      |
| 11 Lobos                             | 1 - 1      | San Pablo Municipal     | 11 Lobos                   | 10 de octubre | 11:00      |
| Racing Junior                        | 3 - 2      | Municipal               | 21 de noviembre            | 10 de octubre | 11:00      |
| Grupo centro-oriente                 |            |                         |                            |               |            |
| Cacahuatique                         | 2 - 1      | Fuerte San Francisco    | Centro Ecológico El Amatón | 9 de octubre  | 14:00      |
| Corinto                              | 0 - 0      | Topiltzín               | Gilberto Antonio Sorto     | 9 de octubre  | 14:30      |
| Ilopango                             | 2 - 3      | Gerardo Barrios         | Cancha ACOREVAN            | 9 de octubre  | 15:00      |
| Aspirante                            | 3 - 2      | Dragón                  | Municipal de Jucuapa       | 9 de octubre  | 15:00      |
| Marte Soyapango                      | 4 - 0      | El Vencedor             | España                     | 9 de octubre  | 15:30      |
| Total de goles: 33 (3.3 por partido) |            |                         |                            |               |            |

| Jornada 11                           | Jornada 11 | Jornada 11             | Jornada 11             | Jornada 11    | Jornada 11 |
| ------------------------------------ | ---------- | ---------------------- | ---------------------- | ------------- | ---------- |
| Grupo centro-occidente               |            |                        |                        |               |            |
| Local                                | Resultado  | Visitante              | Estadio                | Fecha         | Hora       |
| Municipal                            | 5 - 0      | Internacional          | Ana Mercedes Campos    | 17 de octubre | 10:00      |
| Vendaval                             | 2 - 1      | 11 Lobos               | Joaquín Gutiérrez      | 17 de octubre | 10:30      |
| San Pablo Municipal                  | 5 - 4      | Santa Rosa Guachipilín | Valle Meza             | 17 de octubre | 14:30      |
| Destroyer                            | 1 - 2      | Titán                  | Chilama                | 17 de octubre | 15:00      |
| Real Atlético Sonsonate              | 4 - 3      | Racing Junior          | Ana Mercedes Campos    | 17 de octubre | 15:00      |
| Grupo centro-oriente                 |            |                        |                        |               |            |
| Gerardo Barrios                      | 1 - 2      | Aspirante              | Liberal                | 16 de octubre | 15:00      |
| Topiltzín                            | 0 - 0      | Marte Soyapango        | Topiltzín              | 16 de octubre | 15:00      |
| Dragón                               | 1 - 2      | Corinto                | Juan Francisco Barraza | 17 de octubre | 14:30      |
| El Vencedor                          | 3 - 0      | Cacahuatique           | Germán Rivas           | 17 de octubre | 15:00      |
| Fuerte San Francisco                 | 2 - 1      | Ilopango               | Luis Amílcar Moreno    | 17 de octubre | 15:00      |
| Total de goles: 39 (3.9 por partido) |            |                        |                        |               |            |

| Jornada 12                         | Jornada 12 | Jornada 12           | Jornada 12                 | Jornada 12    | Jornada 12 |
| ---------------------------------- | ---------- | -------------------- | -------------------------- | ------------- | ---------- |
| Grupo centro-occidente             |            |                      |                            |               |            |
| Local                              | Resultado  | Visitante            | Estadio                    | Fecha         | Hora       |
| Santa Rosa Guachipilín             | 2 - 3      | Vendaval             | José Hernández             | 20 de octubre | 15:00      |
| 11 Lobos                           | 0 - 3      | Destroyer            | 11 Lobos                   | 20 de octubre | 15:00      |
| Racing Junior                      | 1 - 0      | San Pablo Municipal  | 21 de noviembre            | 20 de octubre | 15:00      |
| Titán                              | 5 - 1      | Internacional        | Titán                      | 20 de octubre | 15:00      |
| Real Atlético Sonsonate            | 1 - 0      | Municipal            | Ana Mercedes Campos        | 20 de octubre | 18:00      |
| Grupo centro-oriente               |            |                      |                            |               |            |
| Corinto                            | 4 - 2      | Gerardo Barrios      | Gilberto Antonio Sorto     | 20 de octubre | 14:30      |
| Cacahuatique                       | 2 - 1      | Topiltzín            | Centro Ecológico El Amatón | 20 de octubre | 15:00      |
| El Vencedor                        | 1 - 1      | Fuerte San Francisco | Germán Rivas               | 20 de octubre | 15:00      |
| Aspirante                          | 2 - 0      | Ilopango             | Municipal de Jucuapa       | 20 de octubre | 15:00      |
| Marte Soyapango                    | 1 - 0      | Dragón               | España                     | 20 de octubre | 15:30      |
| Total de goles: 30 (3 por partido) |            |                      |                            |               |            |

| Jornada 13                           | Jornada 13 | Jornada 13              | Jornada 13                   | Jornada 13    | Jornada 13 |
| ------------------------------------ | ---------- | ----------------------- | ---------------------------- | ------------- | ---------- |
| Grupo centro-occidente               |            |                         |                              |               |            |
| Local                                | Resultado  | Visitante               | Estadio                      | Fecha         | Hora       |
| Municipal                            | 2 - 1      | Titán                   | Ana Mercedes Campos          | 24 de octubre | 10:00      |
| Vendaval                             | 2 - 2      | Racing Junior           | Joaquín Gutiérrez            | 24 de octubre | 10:30      |
| San Pablo Municipal                  | 2 - 1      | Real Atlético Sonsonate | Valle Meza                   | 24 de octubre | 14:30      |
| Internacional                        | 1 - 0      | 11 Lobos                | Nacional Las Delicias        | 24 de octubre | 15:00      |
| Destroyer                            | 2 - 1      | Santa Rosa Guachipilín  | Chilama                      | 24 de octubre | 15:00      |
| Grupo centro-oriente                 |            |                         |                              |               |            |
| Gerardo Barrios                      | 2 - 2      | Marte Soyapango         | Cancha de San Rafael Oriente | 23 de octubre | 15:00      |
| Ilopango                             | 0 - 0      | Corinto                 | Cancha Jorgito Meléndez      | 23 de octubre | 15:00      |
| Dragón                               | 2 - 4      | Cacahuatique            | Juan Francisco Barraza       | 24 de octubre | 14:00      |
| Topiltzín                            | 2 - 1      | El Vencedor             | Topiltzín                    | 24 de octubre | 15:00      |
| Fuerte San Francisco                 | 2 - 1      | Aspirante               | Luis Amílcar Moreno          | 24 de octubre | 15:00      |
| Total de goles: 29 (2.9 por partido) |            |                         |                              |               |            |

| Jornada 14                           | Jornada 14 | Jornada 14           | Jornada 14                 | Jornada 14    | Jornada 14 |
| ------------------------------------ | ---------- | -------------------- | -------------------------- | ------------- | ---------- |
| Grupo centro-occidente               |            |                      |                            |               |            |
| Local                                | Resultado  | Visitante            | Estadio                    | Fecha         | Hora       |
| Santa Rosa Guachipilín               | 3 - 4      | Internacional        | José Hernández             | 30 de octubre | 15:00      |
| Real Atlético Sonsonate              | 1 - 6      | Vendaval             | Ana Mercedes Campos        | 30 de octubre | 16:30      |
| 11 Lobos                             | 2 - 2      | Titán                | 11 Lobos                   | 31 de octubre | 11:00      |
| San Pablo Municipal                  | 1 - 1      | Municipal            | Valle Meza                 | 31 de octubre | 14:30      |
| Racing Junior                        | 2 - 0      | Destroyer            | 21 de noviembre            | 31 de octubre | 15:00      |
| Grupo centro-oriente                 |            |                      |                            |               |            |
| Corinto                              | 0 - 0      | Aspirtante           | Gilberto Antonio Sorto     | 30 de octubre | 14:30      |
| Ilopango                             | 2 - 0      | Marte Soyapango      | Cancha Jorgito Meléndez    | 30 de octubre | 15:00      |
| Cacahuatique                         | 2 - 1      | Gerardo Barrios      | Centro Ecológico El Amatón | 31 de octubre | 14:00      |
| Topiltzín                            | 1 - 0      | Fuerte San Francisco | Topiltzín                  | 31 de octubre | 15:00      |
| El Vencedor                          | 2 - 1      | Dragón               | Germán Rivas               | 31 de octubre | 15:00      |
| Total de goles: 31 (3.1 por partido) |            |                      |                            |               |            |

| Jornada 15                           | Jornada 15 | Jornada 15              | Jornada 15              | Jornada 15      | Jornada 15 |
| ------------------------------------ | ---------- | ----------------------- | ----------------------- | --------------- | ---------- |
| Grupo centro-occidente               |            |                         |                         |                 |            |
| Local                                | Resultado  | Visitante               | Estadio                 | Fecha           | Hora       |
| Titán                                | 1 - 2      | Santa Rosa Guachipilín  | Titán                   | 3 de noviembre  | 15:00      |
| Internacional                        | 0 - 0      | Racing Junior           | Nacional Las Delicias   | 3 de noviembre  | 15:00      |
| Destroyer                            | 3 - 2      | Real Atlético Sonsonate | Chilama                 | 3 de noviembre  | 15:00      |
| Vendaval                             | 0 - 1      | San Pablo Municipal     | Joaquín Gutiérrez       | 3 de noviembre  | 16:00      |
| Municipal                            | 2 - 2      | 11 Lobos                | Ana Mercedes Campos     | 3 de noviembre  | 18:00      |
| Grupo centro-oriente                 |            |                         |                         |                 |            |
| Fuerte San Francisco                 | 0 - 0      | Corinto                 | Luis Amílcar Moreno     | 3 de noviembre  | 15:00      |
| Aspirtante                           | 1 - 1      | Marte Soyapango         | Municipal de Jucuapa    | 3 de noviembre  | 15:00      |
| Ilopango                             | 1 - 1      | Cacahuatique            | Cancha Jorgito Meléndez | 3 de noviembre  | 15:00      |
| Gerardo Barrios                      | 3 - 2      | El Vencedor             | Liberal                 | 3 de noviembre  | 15:00      |
| Dragón                               | 2 - 0      | Topiltzín               | Juan Francisco Barraza  | 17 de noviembre | 15:30      |
| Total de goles: 24 (2.4 por partido) |            |                         |                         |                 |            |

| Jornada 16                           | Jornada 16 | Jornada 16           | Jornada 16                 | Jornada 16     | Jornada 16 |
| ------------------------------------ | ---------- | -------------------- | -------------------------- | -------------- | ---------- |
| Grupo centro-occidente               |            |                      |                            |                |            |
| Local                                | Resultado  | Visitante            | Estadio                    | Fecha          | Hora       |
| Santa Rosa Guachipilín               | 3 - 3      | 11 Lobos             | José Hernández             | 6 de noviembre | 15:00      |
| Real Atlético Sonsonate              | 2 - 3      | Internacional        | Ana Mercedes Campos        | 6 de noviembre | 18:00      |
| Vendaval                             | 2 - 3      | Municipal            | Joaquín Gutiérrez          | 7 de noviembre | 10:30      |
| San Pablo Municipal                  | 2 - 2      | Destroyer            | Valle Meza                 | 7 de noviembre | 14:30      |
| Racing Junior                        | 0 - 4      | Titán                | 21 de noviembre            | 7 de noviembre | 15:00      |
| Grupo centro-oriente                 |            |                      |                            |                |            |
| Topiltzín                            | 3 - 0      | Gerardo Barrios      | Topiltzín                  | 6 de noviembre | 15:00      |
| Cacahuatique                         | 2 - 0      | Aspirante            | Centro Ecológico El Amatón | 7 de noviembre | 14:30      |
| Dragón                               | 3 - 0      | Fuerte San Francisco | Juan Francisco Barraza     | 7 de noviembre | 14:30      |
| El Vencedor                          | 2 - 3      | Ilopango             | Germán Rivas               | 7 de noviembre | 15:00      |
| Marte Soyapango                      | 1 - 0      | Corinto              | España                     | 7 de noviembre | 15:30      |
| Total de goles: 38 (3.8 por partido) |            |                      |                            |                |            |

| Jornada 17                           | Jornada 17 | Jornada 17              | Jornada 17              | Jornada 17      | Jornada 17 |
| ------------------------------------ | ---------- | ----------------------- | ----------------------- | --------------- | ---------- |
| Grupo centro-occidente               |            |                         |                         |                 |            |
| Local                                | Resultado  | Visitante               | Estadio                 | Fecha           | Hora       |
| Santa Rosa Guachipilín               | 4 - 1      | Municipal               | José Hernández          | 14 de noviembre | 15:00      |
| 11 Lobos                             | 1 - 1      | Racing Junior           | 11 Lobos                | 14 de noviembre | 15:00      |
| Titán                                | 1 - 2      | Real Atlético Sonsonate | Titán                   | 14 de noviembre | 15:00      |
| Internacional                        | 2 - 0      | San Pablo Municipal     | Nacional Las Delicias   | 14 de noviembre | 15:00      |
| Destroyer                            | 1 - 4      | Vendaval                | Chilama                 | 14 de noviembre | 15:00      |
| Grupo centro-oriente                 |            |                         |                         |                 |            |
| Gerardo Barrios                      | 2 - 2      | Dragón                  | Liberal                 | 13 de noviembre | 15:00      |
| Corinto                              | 2 - 3      | Cacahuatique            | Gilberto Antonio Sorto  | 14 de noviembre | 15:00      |
| Ilopango                             | 1 - 3      | Topiltzín               | Cancha Jorgito Meléndez | 14 de noviembre | 15:00      |
| Aspirante                            | 5 - 1      | El Vencedor             | Municipal de Jucuapa    | 14 de noviembre | 15:00      |
| Marte Soyapango                      | 1 - 0      | Fuerte San Francisco    | España                  | 14 de noviembre | 15:00      |
| Total de goles: 37 (3.7 por partido) |            |                         |                         |                 |            |

| Jornada 18                           | Jornada 18 | Jornada 18             | Jornada 18                 | Jornada 18      | Jornada 18 |
| ------------------------------------ | ---------- | ---------------------- | -------------------------- | --------------- | ---------- |
| Grupo centro-occidente               |            |                        |                            |                 |            |
| Local                                | Resultado  | Visitante              | Estadio                    | Fecha           | Hora       |
| Racing Junior                        | 2 - 1      | Santa Rosa Guachipilín | 21 de noviembre            | 21 de noviembre | 15:00      |
| San Pablo Municipal                  | 1 - 1      | Titán                  | Valle Meza                 | 21 de noviembre | 15:00      |
| Real Atlético Sonsonate              | 2 - 1      | 11 Lobos               | Ana Mercedes Campos        | 21 de noviembre | 15:00      |
| Vendaval                             | 2 - 3      | Internacional          | Joaquín Gutiérrez          | 21 de noviembre | 15:00      |
| Municipal                            | 2 - 4      | Destroyer              | José Millán Morales        | 21 de noviembre | 15:00      |
| Grupo centro-oriente                 |            |                        |                            |                 |            |
| Cacahuatique                         | 3 - 3      | Marte Soyapango        | Centro Ecológico El Amatón | 21 de noviembre | 15:00      |
| El Vencedor                          | 0 - 4      | Corinto                | Germán Rivas               | 21 de noviembre | 15:00      |
| Aspirante                            | 2 - 0      | Topiltzín              | Municipal de Jucuapa       | 21 de noviembre | 15:00      |
| Dragón                               | 1 - 0      | Ilopango               | Juan Francisco Barraza     | 21 de noviembre | 15:00      |
| Fuerte San Francisco                 | 3 - 0      | Gerardo Barrios        | Luis Amílcar Moreno        | 21 de noviembre | 15:00      |
| Total de goles: 35 (3.5 por partido) |            |                        |                            |                 |            |

## Fase final

### Cuadro de desarrollo
|  | Cuartos de final                                   | Cuartos de final                                   | Cuartos de final                                   | Cuartos de final                                   | Cuartos de final                                   |   |     | Semifinales                                         | Semifinales                                         | Semifinales                                         | Semifinales                                         | Semifinales                                         |  |     | Final                                                      | Final                                                      | Final                                                      |  |
|  | 27 y 28 de noviembre (ida) 5 de diciembre (vuelta) | 27 y 28 de noviembre (ida) 5 de diciembre (vuelta) | 27 y 28 de noviembre (ida) 5 de diciembre (vuelta) | 27 y 28 de noviembre (ida) 5 de diciembre (vuelta) | 27 y 28 de noviembre (ida) 5 de diciembre (vuelta) |   |     | 11 y 12 de diciembre (ida) 19 de diciembre (vuelta) | 11 y 12 de diciembre (ida) 19 de diciembre (vuelta) | 11 y 12 de diciembre (ida) 19 de diciembre (vuelta) | 11 y 12 de diciembre (ida) 19 de diciembre (vuelta) | 11 y 12 de diciembre (ida) 19 de diciembre (vuelta) |  |     | 26 de diciembre Estadio Antonio Toledo Valle, Zacatecoluca | 26 de diciembre Estadio Antonio Toledo Valle, Zacatecoluca | 26 de diciembre Estadio Antonio Toledo Valle, Zacatecoluca |  |
|  |                                                    |                                                    |                                                    |                                                    |                                                    |   |     |                                                     |                                                     |                                                     |                                                     |                                                     |  |     |                                                            |                                                            |                                                            |  |
|  |                                                    |                                                    |                                                    |                                                    |                                                    |   |     |                                                     |                                                     |                                                     |                                                     |                                                     |  |     |                                                            |                                                            |                                                            |  |
|  | 1°B                                                | Cacahuatique                                       | 1                                                  | 2                                                  | 3                                                  |   |     |                                                     |                                                     |                                                     |                                                     |                                                     |  |     |                                                            |                                                            |                                                            |  |
|  | 1°B                                                | Cacahuatique                                       | 1                                                  | 2                                                  | 3                                                  |   |     |                                                     |                                                     |                                                     |                                                     |                                                     |  |     |                                                            |                                                            |                                                            |  |
|  | 4°B                                                | Topiltzín                                          | 0                                                  | 0                                                  | 0                                                  |   |     |                                                     |                                                     |                                                     |                                                     |                                                     |  |     |                                                            |                                                            |                                                            |  |
|  | 4°B                                                | Topiltzín                                          | 0                                                  | 0                                                  | 0                                                  |   | 1°B | Cacahuatique                                        | 0                                                   | 1                                                   | 1                                                   |                                                     |  |     |                                                            |                                                            |                                                            |  |
|  |                                                    |                                                    |                                                    |                                                    |                                                    |   | 1°B | Cacahuatique                                        | 0                                                   | 1                                                   | 1                                                   |                                                     |  |     |                                                            |                                                            |                                                            |  |
|  |                                                    |                                                    | 2°B                                                | Marte Soyapango                                    | 0                                                  | 0 | 0   |                                                     |                                                     |                                                     |                                                     |                                                     |  |     |                                                            |                                                            |                                                            |  |
|  | 2°B                                                | Marte Soyapango                                    | 2°B                                                | Marte Soyapango                                    | 0                                                  | 0 | 0   | 1                                                   | 2                                                   | 3                                                   |                                                     |                                                     |  |     |                                                            |                                                            |                                                            |  |
|  | 2°B                                                | Marte Soyapango                                    |                                                    |                                                    |                                                    |   |     |                                                     |                                                     | 3                                                   |                                                     |                                                     |  |     |                                                            |                                                            |                                                            |  |
|  | 3°B                                                | Corinto                                            | 1                                                  | 0                                                  | 1                                                  |   |     |                                                     |                                                     |                                                     |                                                     |                                                     |  |     |                                                            |                                                            |                                                            |  |
|  | 3°B                                                | Corinto                                            | 1                                                  | 0                                                  | 1                                                  |   |     |                                                     |                                                     |                                                     |                                                     |                                                     |  | 1°B | Cacahuatique                                               | 2                                                          |                                                            |  |
|  |                                                    |                                                    |                                                    |                                                    |                                                    |   |     |                                                     |                                                     |                                                     |                                                     |                                                     |  | 1°B | Cacahuatique                                               | 2                                                          |                                                            |  |
|  |                                                    |                                                    | 3°A                                                | Municipal                                          | 4                                                  |   |     |                                                     |                                                     |                                                     |                                                     |                                                     |  |     |                                                            |                                                            |                                                            |  |
|  | 2°A                                                | San Pablo Municipal                                | 3°A                                                | Municipal                                          | 4                                                  | 0 | 1   | 1                                                   |                                                     |                                                     |                                                     |                                                     |  |     |                                                            |                                                            |                                                            |  |
|  | 2°A                                                | San Pablo Municipal                                |                                                    |                                                    |                                                    |   |     |                                                     |                                                     |                                                     |                                                     |                                                     |  |     |                                                            |                                                            |                                                            |  |
|  | 3°A                                                | Municipal                                          | 2                                                  | 1                                                  | 3                                                  |   |     |                                                     |                                                     |                                                     |                                                     |                                                     |  |     |                                                            |                                                            |                                                            |  |
|  | 3°A                                                | Municipal                                          | 2                                                  | 1                                                  | 3                                                  |   | 3°A | Municipal                                           | 3                                                   | 2                                                   | 5                                                   |                                                     |  |     |                                                            |                                                            |                                                            |  |
|  |                                                    |                                                    |                                                    |                                                    |                                                    |   | 3°A | Municipal                                           | 3                                                   | 2                                                   | 5                                                   |                                                     |  |     |                                                            |                                                            |                                                            |  |
|  |                                                    |                                                    | 4°A                                                | Internacional                                      | 2                                                  | 1 | 3   |                                                     |                                                     |                                                     |                                                     |                                                     |  |     |                                                            |                                                            |                                                            |  |
|  | 1°A                                                | Destroyer                                          | 4°A                                                | Internacional                                      | 2                                                  | 1 | 3   | 0                                                   | 1 (3)                                               | 1                                                   |                                                     |                                                     |  |     |                                                            |                                                            |                                                            |  |
|  | 1°A                                                | Destroyer                                          |                                                    |                                                    |                                                    |   |     |                                                     |                                                     | 1                                                   |                                                     |                                                     |  |     |                                                            |                                                            |                                                            |  |
|  | 4°A                                                | Internacional                                      | 0                                                  | 1 (4)                                              | 1                                                  |   |     |                                                     |                                                     |                                                     |                                                     |                                                     |  |     |                                                            |                                                            |                                                            |  |
|  | 4°A                                                | Internacional                                      | 0                                                  | 1 (4)                                              | 1                                                  |   |     |                                                     |                                                     |                                                     |                                                     |                                                     |  |     |                                                            |                                                            |                                                            |  |
|  |                                                    |                                                    |                                                    |                                                    |                                                    |   |     |                                                     |                                                     |                                                     |                                                     |                                                     |  |     |                                                            |                                                            |                                                            |  |

### Cuartos de final
| Equipo 1            | Global       | Equipo 2                               | Ida | Vuelta |
| ------------------- | ------------ | -------------------------------------- | --- | ------ |
| Destroyer           | 1—1 (3—4 p.) | Internacional                          | 0—0 | 1—1    |
| San Pablo Municipal | 1—3          | [[Archivo:\|15px\|border\|]] Municipal | 0—2 | 1—1    |
| Cacahuatique        | 3—0          | Topiltzín                              | 1—0 | 2—0    |
| Marte Soyapango     | 3—1          | Corinto                                | 1—1 | 2—0    |

### Semifinales
| Equipo 1                               | Global     | Equipo 2        | Ida | Vuelta |
| -------------------------------------- | ---------- | --------------- | --- | ------ |
| Municipal [[Archivo:\|15px\|border\|]] | 5—3 (pro.) | Internacional   | 3—2 | 2—1    |
| Cacahuatique                           | 1—0        | Marte Soyapango | 0—0 | 1—0    |

### Final
| 26 de diciembre de 2021 | Cacahuatique                   | 2 - 4   | [[Archivo:\|20x20px\|border\|]] Municipal          | Estadio Antonio Toledo Valle, Zacatecoluca, La Paz |  |
| 14:00                   | J. Rodríguez 6' · E. Rivas 44' | Reporte | 3' D. Gómez · 14', 38' C. Salazar · 90+4' H. Lemos |                                                    |  |

|                               |
|                               |
| Campeón Municipal 1.er título |